# Лина Вертмилер
Архангела Фелис Асунта Вертмиер (Рим, 14. август 1928 – Рим, 9. децембар 2021), позната као Лина Вертмилер, била је италијанска филмска редитељка и сценаристкиња. Најпознатија је по уметничким филмовима из 1970-их Seven Beauties The Seduction of Mimi, Love and Anarchy и Swept Away.
Вертмилер је била прва режисерка номинована за Оскара за најбољу режију. Освојила је многе награде, укључујући почасну награду Академије и награду Давид ди Донатело за достигнућа у каријери и била је номинована за многе друге награде, укључујући награду Златни глобус два Оскара, и две Златне палме.

## Биографија
Рођена је у Риму 1928. у породици Федерика, адвоката из Палацо Сан Ђервазио, Базиликата, који је припадао побожној католичкој породици даљег швајцарског порекла, и од Марије Сантамарије Роме Маурицио рођене у Ромеу. Вертмилер је своје детињство представљала као период авантуре, током којег је избачена из 15 различитих католичких средњих школа. Током тог времена, била је занесена стриповима и описала их као посебно утицајне на њу у младости, посебно Флеш Гордона Алекса Рејмонда. Вертмилер је окарактерисао кадрирање Рејмондових стрипова као „прилично филмски, више филмски од већине филмова“, што је рани показатељ њене склоности ка филму. Вертмилерова жеља да ради у филмској и позоришној индустрији појавила се у младости, већ је у животу развила поштовање за дела руских драмских писаца Пјетра Шарофа, Владимира Немировича-Данченка и Константина Станиславског.
Након што је 1951. дипломирао на Accademia Nazionale di Arte Drammatica Silvio D'Amico, Вертмилер је радила авангардне представе, путујући широм Европе и радећи као луткар, сценски менаџер, сценограф, публициста и радио/ТВ сценариста. Придружила се трупи Марије Сињорели 1951.
Њена интересовања су се развила у два правца; један је музичка комедија, а друга озбиљне, савремене италијанске драме попут дела италијанског драмског писца и редитеља Ђорђа Де Лула, чији рад је описала као „озбиљан“ и „политички свестан“. Вертмилерова је изјавила да су ова два приступа у основи њеног стваралачког ја и да ће увек бити.
Након неколико година проведених на турнејама са авангардном луткарском групом, Вертмилер се преусмерила на филм. Почетком 1960-их, Флора Карабела, школска другарица, упознала је Вертмилер са својим мужем, глумцем Марчелом Мастројанијем, који ју је заузврат упознао са филмским редитељем Федериком Фелинијем, који је постао њен ментор.
Иако The Basilisks,, који је написао Енио Морицоне, били добро прихваћени од стране критике, нису привукли пажњу на њену каснија дела.
Током 1960-их, Вертмилер је снимила низ филмова који су били веома омиљени, али који нису постигли међународни успех. Од тога, њена прва сарадња са Ђанкарлом Ђанинијем догодила се у музичкој комедији Рита Комарац из 1966. Поједини новинари су приметили да генерално „њени рани филмови садрже прилично директан пастиш неореализма и раног Фелинија (The Lizards, 1963), епизодну комедију, два мјузикла и шпагети вестерн (The Belle Starr Story, 1968, режија под псеудонимом Нејтан Вич).
Седамдесетих година прошлог века објављени су скоро сви њени најутицајнији и веома цењени филмови, од којих је у многима приказан Ђанини. Према критичарима, 1972. је „означила почетак Вертмилериног златног доба“. Постала је прва жена редитељка номинована за Оскара, за филм Seven Beauties. Овај филм, у којем поново игра Ђанини у главној улози, представља Вертмилерову специфичан бренд трагичне комедије до крајњих граница, пратећи самоопседнутог Казанову из малог италијанског града који је послан у немачки концентрациони логор. Филм је у почетку наишао на контроверзе због Вертмилерове искрености у њеном приказивању апарата геноцида, као и због њене сабласне неосетљивости према преживелима, али је од тада прихваћено као њено ремек дело 
Њен филм A Joke of Destiny из 1983. уврштен је на 14. Московски међународни филмски фестивал 1985. а Camorra (A Story of Streets, Women and Crime) је уврштен на 36. Берлински међународни филмски фестивал 1986.
Године 1985. добила је Women in Film Crystal Award за изванредне жене које су издржљивошћу и изврсношћу свог рада помогле да се прошири улога жена у индустрији забаве.
Након овог периода признања, Вертмилер је почела да губи међународну истакнутост, иако је наставила да прави филмове све до 1980-их и 90-их. Неки од ових филмова спонзорисани су од стране америчких финансијера и студија, али нису успели да имају ширину досега коју су постигли њена аудиовизуелна остварења из 1970-их.
Вертмилер је позната по својим атипичним називима филмова. На пример, пун наслов филма Swept Away је Swept away by an unusual destiny in the blue sea of August. Ови наслови су увек били скраћени за међународно издање. Уписана је у Гинисову књигу рекорда за најдужи филмски наслов Un fatto di sangue nel comune di Siculiana fra due uomini per causa di una vedova. Si sospettano moventi politici. Amore-Morte-Shimmy. Lugano belle. Tarantelle. Tarallucci e vino, што укупно садржи 179 карактера. Филм је познатији под међународним насловима Blood Feud или Освета.
Током 2015. Вертмилер је била тема биографског филма Валерија Руиза, Behind the White Glasses, у којем се осврће на свој животни рад.
Она је наставила да ради као позоришна редитељка све до смрти, у свом дому, 9. децембра 2021, у 93. години.

## Стил и теме
Фелинијев утицај је очигледан у великом броју њених филмова. У филмовима, редитељка показује емпатију са италијанском радничком класом, показујући реалност живота за политички занемарене и економски потлачене, са тенденцијом ка апсурдним. Чини се да Вертмилерин рад такође показује обожавање Италије и њених разноврсних крајева, који са филмским ликовима скупа представља живописну екстраваганцију која идеализује изразито италијанско окружење поставке филмова. Њена естетика је у великој мери под утицајем ранијег искуства рада у позоришту; рутински користи камеру да нагласи перформансе и грандиозну комедију ликова, скоро константног емоционалног лудила. Велики део њеног рада користи формалне филмске постуалте како би драматизовао погрешну примену и деструктивне квалитете које политичка идеологија може имати на појединце, сатирујући уобичајена схватања револуције и политичког статуса кво у том процесу.
Наративна и филмска рефлексивност такође су уобичајене у Вертмилеровим филмовима, јер је она поново исцртала и реконфигурисала знакове и начине презентације на начин који упућује на своје инспирације и своје савременике. Ово се јасно показује кроз њено нарушавање традиционалних концепција готово свих политичких догми и ирационалности њених ликова, узимајући препознатљиве елементе друштва и филма и критикујући их тако што укида нарацију и/или веродостојност ликова.
Ово је посебно видљиво у филму као што је Завођење Мими . Ово позиционира Мими (коју игра Ђанини) као невероватно неспособног и једноставног човека који у потпуности утеловљује појам италијанског мачизма, док се петља кроз свет који му баца разне идеологије и економске позиције, у које се он лако усељава. . Мими је непрестано успешан у извођењу ових улога, упркос свести публике о њиховој неаутентичности која је резултат дијегетичког признања Мимијевог несрећног незнања. Овај елемент критике у филму функционише као један од примера једне од најзаступљенијих тема у њеном филмском опусу, жеље да се деконструишу и поткопају институције и друштвене идеологије капиталистичке модерне.
Према Петеру Бонданели, „Вертмилеров рад комбиновао је бригу са актуелним политичким питањима и конвенцијама традиционалне италијанске гротескне комедије“.

## Филмографија
| Година | Наслов                                                                    | Позиција            | Реф.          |
| ------ | ------------------------------------------------------------------------- | ------------------- | ------------- |
| 2004   | Too Much Romance... It's Time for Stuffed Peppers                         | Сценариста, редитељ |               |
| 1999   | Ferdinando and Carolina                                                   | Сценариста, редитељ |               |
| 1996   | The Blue Collar Worker and the Hairdresser in a Whirl of Sex and Politics | Сценариста, редитељ |               |
| 1996   | The Nymph                                                                 | Сценариста, редитељ |               |
| 1992   | Ciao, Professore!                                                         | Сценариста, редитељ | [ 34 ]        |
| 1990   | Saturday, Sunday and Monday                                               | Сценариста, редитељ |               |
| 1989   | The Tenth One in Hiding                                                   | Сценариста, редитељ |               |
| 1989   | As Long as It's Love                                                      | Сценариста, редитељ |               |
| 1986   | Summer Night, with Greek Profile, Almond Eyes and Scent of Basil          | Сценариста, редитељ | [ 35 ] [ 36 ] |
| 1986   | Camorra (A Story of Streets, Women and Crime)                             | Сценариста, редитељ | [ 37 ]        |
| 1984   | Softly, Softly                                                            | Сценариста, редитељ | [ 38 ]        |
| 1983   | A Joke of Destiny                                                         | Сценариста, редитељ | [ 39 ]        |
| 1978   | Blood Feud                                                                | Сценариста, редитељ | [ 40 ]        |
| 1978   | A Night Full of Rain                                                      | Сценариста, редитељ |               |
| 1975   | Seven Beauties                                                            | Сценариста, редитељ | [ 5 ] [ 41 ]  |
| 1974   | Swept Away by an Unusual Destiny in the Blue Sea of August                | Сценариста, редитељ | [ 41 ] [ 42 ] |
| 1974   | All Screwed Up                                                            | Сценариста, редитељ | [ 41 ] [ 43 ] |
| 1973   | Love and Anarchy                                                          | Сценариста, редитељ | [ 41 ] [ 44 ] |
| 1972   | The Seduction of Mimi                                                     | Сценариста, редитељ | [ 6 ]         |
| 1968   | The Belle Starr Story                                                     | Сценариста, редитељ |               |
| 1963   | The Lizards                                                               | Сценариста, редитељ | [ 41 ]        |
| 1967   | Don't Sting the Mosquito                                                  | Сценариста, редитељ | [ 41 ]        |
| 1966   | Rita the Mosquito                                                         | Сценариста, редитељ |               |
| 1965   | Let's Talk About Men                                                      | Сценариста, редитељ | [ 41 ]        |